# Bilan saison par saison des Tigers de Hamilton
Pour un article plus général, voir Tigers de Hamilton (football canadien).
Les Tigers de Hamilton ont été fondés en 1869 et sont disparus au terme de la saison 1949. Durant leur existence, ils ont disputé 74 saisons, dont les 14 premières sans faire partie d'une ligue. Par la suite, ils ont fait partie de la Ontario Rugby Football Union (ORFU) pendant 24 saisons, de 1883 à 1906 et de 1948 à 1949, et de la Interprovincial Rugby Football Union (IRFU, ou communément Big Four) pendant 34 saisons, de 1907 à 1915, de 1919 à 1940 et de 1945 à 1947. 
Ils ont terminé en première place de leur ligue 21 fois, dont six fois dans la ORFU et 15 fois dans l'IRFU. Ils ont atteint la finale du championnat du Dominion (prédécesseur de la coupe Grey) à trois reprises et l'ont remporté deux fois, en 1906 et 1908. Ils ont aussi atteint la finale de la coupe Grey huit fois, et l'ont remportée à cinq reprises (1913, 1915, 1928, 1929 et 1932).
|                        | Division                            | M.J.                                | Vic.                                | Déf.                                | Nuls                                | P.P.                                | P.C.                                | Pts                                 | Pos.                                | Éliminatoires |
| Hamilton Football Club |                                     |                                     |                                     |                                     |                                     |                                     |                                     |                                     |                                     | |
| 1869-1872              | Aucun sommaire de saison disponible | Aucun sommaire de saison disponible | Aucun sommaire de saison disponible | Aucun sommaire de saison disponible | Aucun sommaire de saison disponible | Aucun sommaire de saison disponible | Aucun sommaire de saison disponible | Aucun sommaire de saison disponible | Aucun sommaire de saison disponible | Aucun sommaire de saison disponible |
| Tigers de Hamilton     |                                     |                                     |                                     |                                     |                                     |                                     |                                     |                                     |                                     | |
| 1873-1882              | Aucun sommaire de saison disponible | Aucun sommaire de saison disponible | Aucun sommaire de saison disponible | Aucun sommaire de saison disponible | Aucun sommaire de saison disponible | Aucun sommaire de saison disponible | Aucun sommaire de saison disponible | Aucun sommaire de saison disponible | Aucun sommaire de saison disponible | Aucun sommaire de saison disponible |
| 1883                   | ORFU                                | Pas de saison régulière             | Pas de saison régulière             | Pas de saison régulière             | Pas de saison régulière             | Pas de saison régulière             | Pas de saison régulière             | Pas de saison régulière             | Pas de saison régulière             | Demi-finale de l'ORFU : Ottawa Football Club 14, Hamilton 9 |
| 1884                   | ORFU                                | Pas de saison régulière             | Pas de saison régulière             | Pas de saison régulière             | Pas de saison régulière             | Pas de saison régulière             | Pas de saison régulière             | Pas de saison régulière             | Pas de saison régulière             | Demi-finale de l'ORFU : Argonauts de Toronto 24, Hamilton 7 |
| 1885                   | ORFU                                | Pas de saison régulière             | Pas de saison régulière             | Pas de saison régulière             | Pas de saison régulière             | Pas de saison régulière             | Pas de saison régulière             | Pas de saison régulière             | Pas de saison régulière             | Quart de finale de l'ORFU : Kickers de London 15, Hamilton 11 |
| 1886                   | ORFU                                | Pas de saison régulière             | Pas de saison régulière             | Pas de saison régulière             | Pas de saison régulière             | Pas de saison régulière             | Pas de saison régulière             | Pas de saison régulière             | Pas de saison régulière             | Demi-finale « city » de l'ORFU : Kickers de London 7, Hamilton 5 |
| 1887                   | ORFU                                | Pas de saison régulière             | Pas de saison régulière             | Pas de saison régulière             | Pas de saison régulière             | Pas de saison régulière             | Pas de saison régulière             | Pas de saison régulière             | Pas de saison régulière             | Finale de l'ORFU : Collège d'Ottawa 15, Hamilton 0 |
| 1888                   | ORFU                                | Pas de saison régulière             | Pas de saison régulière             | Pas de saison régulière             | Pas de saison régulière             | Pas de saison régulière             | Pas de saison régulière             | Pas de saison régulière             | Pas de saison régulière             | Finale de l'ORFU : Collège d'Ottawa 10, Hamilton 1 |
| 1889                   | ORFU                                | Pas de saison régulière             | Pas de saison régulière             | Pas de saison régulière             | Pas de saison régulière             | Pas de saison régulière             | Pas de saison régulière             | Pas de saison régulière             | Pas de saison régulière             | Éliminé dans la « challenge series » |
| 1890                   | ORFU                                | Pas de saison régulière             | Pas de saison régulière             | Pas de saison régulière             | Pas de saison régulière             | Pas de saison régulière             | Pas de saison régulière             | Pas de saison régulière             | Pas de saison régulière             | Finale de l'ORFU : Hamilton 8, Université Queen's 6 |
| 1891                   | ORFU                                | Pas de saison régulière             | Pas de saison régulière             | Pas de saison régulière             | Pas de saison régulière             | Pas de saison régulière             | Pas de saison régulière             | Pas de saison régulière             | Pas de saison régulière             | Finale de l'ORFU : Osgoode Hall 28, Hamilton 4 |
| 1892                   | ORFU                                | Pas de saison régulière             | Pas de saison régulière             | Pas de saison régulière             | Pas de saison régulière             | Pas de saison régulière             | Pas de saison régulière             | Pas de saison régulière             | Pas de saison régulière             | Finale de l'ORFU : Osgoode Hall 30, Hamilton 14 |
| 1893                   | ORFU                                | Pas de saison régulière             | Pas de saison régulière             | Pas de saison régulière             | Pas de saison régulière             | Pas de saison régulière             | Pas de saison régulière             | Pas de saison régulière             | Pas de saison régulière             | Demi-finale de l'ORFU : Université Queen's 27, Hamilton 13 |
| 1894                   | ORFU                                | Pas de saison régulière             | Pas de saison régulière             | Pas de saison régulière             | Pas de saison régulière             | Pas de saison régulière             | Pas de saison régulière             | Pas de saison régulière             | Pas de saison régulière             | Finale de l'ORFU : Université Queen's 19, Hamilton 10 |
| 1895                   | ORFU                                | Pas de saison régulière             | Pas de saison régulière             | Pas de saison régulière             | Pas de saison régulière             | Pas de saison régulière             | Pas de saison régulière             | Pas de saison régulière             | Pas de saison régulière             | Demi-finale de l'ORFU (total de deux matchs): Varsity Blues de Toronto 30, Hamilton 28 |
| 1896                   | ORFU                                | Pas de saison régulière             | Pas de saison régulière             | Pas de saison régulière             | Pas de saison régulière             | Pas de saison régulière             | Pas de saison régulière             | Pas de saison régulière             | Pas de saison régulière             | Quart de finale de l'ORFU (total de deux matchs): Toronto Athletic Club 35, Hamilton 12 |
| 1897                   | ORFU                                | Pas de saison régulière             | Pas de saison régulière             | Pas de saison régulière             | Pas de saison régulière             | Pas de saison régulière             | Pas de saison régulière             | Pas de saison régulière             | Pas de saison régulière             | Finale de l'ORFU : Hamilton 8, Université Queen's 6 Championnat du Dominion : Collège d'Ottawa 14, Hamilton 10                                                                              |
| 1898                   | ORFU                                | 6                                   | 4                                   | 2                                   | 0                                   | 77                                  | 48                                  | 8                                   | 2/4                                 | Non qualifiés |
| 1899                   | ORFU                                | 6                                   | 0                                   | 6                                   | 0                                   | 13                                  | 59                                  | 0                                   | 4/4                                 | Non qualifiés |
| 1900                   | ORFU                                | 6                                   | 1                                   | 5                                   | 0                                   | 19                                  | 63                                  | 2                                   | 4/4                                 | Non qualifiés |
| 1901                   | ORFU                                | 6                                   | 2                                   | 4                                   | 0                                   | 39                                  | 73                                  | 4                                   | 3/4                                 | Non qualifiés |
| 1902                   | ORFU                                | 1                                   | 0                                   | 1                                   | 0                                   | 3                                   | 17                                  | 0                                   | -                                   | Hamilton se retire de la compétition après un match |
| 1903                   | ORFU                                | 4                                   | 4                                   | 0                                   | 0                                   | 138                                 | 39                                  | 8                                   | 1/3                                 | Pas de championnat du Dominion à cause d'un désaccord sur les règlements |
| 1904                   | ORFU, 2e district                   | 4                                   | 4                                   | 0                                   | 0                                   | 208                                 | 21                                  | 8                                   | 1/3                                 | Finale de l'ORFU (total de deux matchs): Hamilton 77, Torontos 12 Pas de championnat du Dominion à cause d'un désaccord sur les règlements                                                  |
| 1905                   | ORFU                                | 6                                   | 6                                   | 0                                   | 0                                   | 248                                 | 23                                  | 12                                  | 1/4                                 | L'ORFU est exclue du championnat du Dominion par la Canadian Rugby Union |
| 1906                   | ORFU                                | 6                                   | 6                                   | 0                                   | 0                                   | 202                                 | 22                                  | 12                                  | 1/4                                 | Finale ORFU-QRFU: Hamilton 11, Montreal AAA Winged Wheelers 6 Championnat du Dominion : Hamilton 29, Université McGill 3                                                                    |
| 1907                   | IRFU                                | 6                                   | 4                                   | 2                                   | 0                                   | 71                                  | 50                                  | 8                                   | 2/4                                 | Non qualifiés |
| 1908                   | IRFU                                | 6                                   | 5                                   | 1                                   | 0                                   | 131                                 | 42                                  | 10                                  | 1/4 (ex aequo)                      | Bris d'égalité IRFU: Hamilton 11, Rough Riders d'Ottawa 9 Finale IRFU-ORFU: Hamilton 31, Toronto Amateur Athletic Club 8 Championnat du Dominion : Hamilton 21, Varsity Blues de Toronto 17 |
| 1909                   | IRFU                                | 6                                   | 5                                   | 1                                   | 0                                   | 111                                 | 22                                  | 10                                  | 1/4 (ex aequo)                      | Bris d'égalité IRFU: Rough Riders d'Ottawa 14, Hamilton 8. |
| 1910                   | IRFU                                | 6                                   | 4                                   | 2                                   | 0                                   | 76                                  | 43                                  | 8                                   | 1/4                                 | Coupe Grey: Varsity Blues de Toronto 16, Hamilton 7 |
| 1911                   | IRFU                                | 6                                   | 3                                   | 3                                   | 0                                   | 84                                  | 57                                  | 6                                   | 2/4                                 | Non qualifiés |
| 1912                   | IRFU                                | 6                                   | 3                                   | 3                                   | 0                                   | 90                                  | 66                                  | 6                                   | 3/4                                 | Non qualifiés |
| 1913                   | IRFU                                | 6                                   | 5                                   | 1                                   | 0                                   | 143                                 | 37                                  | 10                                  | 1/4                                 | Coupe Grey: Hamilton 44, Toronto Parkdale 2 |
| 1914                   | IRFU                                | 6                                   | 5                                   | 1                                   | 0                                   | 105                                 | 34                                  | 10                                  | 1/4                                 | Finale de l'IRFU: Argonauts de Toronto 11, Hamilton 4 |
| 1915                   | IRFU                                | 6                                   | 6                                   | 0                                   | 0                                   | 125                                 | 23                                  | 12                                  | 1/4                                 | Coupe Grey: Hamilton 13, Toronto Rowing and Athletic Association (en) 7 |
| 1916-1918              | Saisons annulées                    | Saisons annulées                    | Saisons annulées                    | Saisons annulées                    | Saisons annulées                    | Saisons annulées                    | Saisons annulées                    | Saisons annulées                    | Saisons annulées                    | Saisons annulées |
| 1919                   | IRFU                                | 6                                   | 3                                   | 3                                   | 0                                   | 78                                  | 91                                  | 6                                   | 3/4                                 | Pas d'éliminatoires ni de match de la coupe Grey |
| 1920                   | IRFU                                | 6                                   | 4                                   | 2                                   | 0                                   | 48                                  | 25                                  | 8                                   | 2/4                                 | Non qualifiés |
| 1921                   | IRFU                                | 6                                   | 3                                   | 3                                   | 0                                   | 102                                 | 79                                  | 6                                   | 3/4                                 | Non qualifiés |
| 1922                   | IRFU                                | 6                                   | 3                                   | 1                                   | 2                                   | 50                                  | 43                                  | 8                                   | 2/4                                 | Non qualifiés |
| 1923                   | IRFU                                | 6                                   | 4                                   | 1                                   | 1                                   | 58                                  | 54                                  | 9                                   | 1/4                                 | Demi-finale de l'Est: Hamilton 24, Hamilton Rowing Club 1 Finale de l'Est: Université Queen's 13, Hamilton 5                                                                                |
| 1924                   | IRFU                                | 6                                   | 5                                   | 1                                   | 0                                   | 60                                  | 31                                  | 10                                  | 1/4                                 | Demi-finale de l'Est: Université Queen's 11, Hamilton 1 |
| 1925                   | IRFU                                | 6                                   | 2                                   | 3                                   | 1                                   | 27                                  | 42                                  | 5                                   | 3/4                                 | Non qualifiés |
| 1926                   | IRFU                                | 6                                   | 3                                   | 3                                   | 0                                   | 67                                  | 45                                  | 6                                   | 2/4                                 | Non qualifiés |
| 1927                   | IRFU                                | 6                                   | 5                                   | 1                                   | 0                                   | 89                                  | 39                                  | 10                                  | 1/4                                 | Demi-finale de l'Est: Hamilton 21, Université Queen's 0 Coupe Grey: Balmy Beach de Toronto 9, Hamilton 6                                                                                    |
| 1928                   | IRFU                                | 6                                   | 6                                   | 0                                   | 0                                   | 90                                  | 22                                  | 12                                  | 1/4                                 | Finale de l'Est: Hamilton 28, Toronto Varsity Orfuns 5 Coupe Grey: Hamilton 30, Roughriders de Regina 0                                                                                     |
| 1929                   | IRFU                                | 6                                   | 5                                   | 1                                   | 0                                   | 120                                 | 20                                  | 10                                  | 1/4                                 | Demi-finale de l'Est: Hamilton 14, Imperials de Sarnia (en) 2 Finale de l'Est: Hamilton 14, Université Queen's 3 Coupe Grey: Hamilton 14, Roughriders de Regina 3                           |
| 1930                   | IRFU                                | 6                                   | 4                                   | 0                                   | 2                                   | 87                                  | 11                                  | 10                                  | 1/4                                 | Demi-finale de l'Est: Hamilton 8, Université Queen's 3 Finale de l'Est: Balmy Beach de Toronto 8, Hamilton 5                                                                                |
| 1931                   | IRFU                                | 6                                   | 3                                   | 3                                   | 0                                   | 60                                  | 56                                  | 6                                   | 2/4                                 | Non qualifiés |
| 1932                   | IRFU                                | 6                                   | 5                                   | 1                                   | 0                                   | 96                                  | 15                                  | 10                                  | 1/4                                 | Demi-finale de l'Est: Hamilton 15, Imperials de Sarnia 11 Finale de l'Est: Hamilton 9, Varsity Blues de Toronto 3 Coupe Grey: Hamilton 25, Roughriders de Regina 6                          |
| 1933                   | IRFU                                | 6                                   | 1                                   | 5                                   | 0                                   | 43                                  | 73                                  | 1                                   | 4/4                                 | Non qualifiés |
| 1934                   | IRFU                                | 6                                   | 3                                   | 1                                   | 2                                   | 47                                  | 39                                  | 8                                   | 1/4                                 | Finale de l'Est: Imperials de Sarnia 11, Hamilton 4 |
| 1935                   | IRFU                                | 9                                   | 7                                   | 2                                   | 0                                   | 124                                 | 52                                  | 14                                  | 1/4                                 | Demi-finale de l'Est: Hamilton 44, Université Queen's 4 Finale de l'Est: Hamilton 22, Imperials de Sarnia 3 Coupe Grey: Pegs de Winnipeg 18, Hamilton 12                                    |
| 1936                   | IRFU                                | 6                                   | 3                                   | 3                                   | 0                                   | 62                                  | 71                                  | 6                                   | 3/4                                 | Demi-finale de l'IRFU: Rough Riders d'Ottawa 3, Hamilton 2 |
| 1937                   | IRFU                                | 6                                   | 2                                   | 4                                   | 0                                   | 42                                  | 63                                  | 4                                   | 3/4                                 | Non qualifiés |
| 1938                   | IRFU                                | 6                                   | 2                                   | 4                                   | 0                                   | 61                                  | 122                                 | 4                                   | 3/4                                 | Non qualifiés |
| 1939                   | IRFU                                | 6                                   | 2                                   | 4                                   | 0                                   | 29                                  | 84                                  | 4                                   | 3/4                                 | Non qualifiés |
| 1940                   | IRFU                                | 6                                   | 2                                   | 4                                   | 0                                   | 45                                  | 73                                  | 4                                   | 3/4                                 | Non qualifiés |
| 1941                   | Saison annulée                      | Saison annulée                      | Saison annulée                      | Saison annulée                      | Saison annulée                      | Saison annulée                      | Saison annulée                      | Saison annulée                      | Saison annulée                      | Saison annulée |
| 1942                   | Saison annulée                      | Saison annulée                      | Saison annulée                      | Saison annulée                      | Saison annulée                      | Saison annulée                      | Saison annulée                      | Saison annulée                      | Saison annulée                      | Saison annulée |
| 1943                   | Saison annulée                      | Saison annulée                      | Saison annulée                      | Saison annulée                      | Saison annulée                      | Saison annulée                      | Saison annulée                      | Saison annulée                      | Saison annulée                      | Saison annulée |
| 1944                   | Saison annulée                      | Saison annulée                      | Saison annulée                      | Saison annulée                      | Saison annulée                      | Saison annulée                      | Saison annulée                      | Saison annulée                      | Saison annulée                      | Saison annulée |
| 1945                   | IRFU                                | 6                                   | 1                                   | 5                                   | 0                                   | 36                                  | 68                                  | 2                                   | 3/4                                 | Non qualifiés |
| 1946                   | IRFU                                | 12                                  | 0                                   | 10                                  | 2                                   | 78                                  | 234                                 | 2                                   | 4/4                                 | Non qualifiés |
| 1947                   | IRFU                                | 12                                  | 2                                   | 9                                   | 1                                   | 119                                 | 204                                 | 5                                   | 4/4                                 | Non qualifiés |
| 1948                   | ORFU                                | 9                                   | 9                                   | 0                                   | 0                                   | 279                                 | 54                                  | 18                                  | 1/4                                 | Finale de l'ORFU (total de deux matchs): Hamilton 39, Beaches-Indians de Toronto 1 Finale de l'Est: Rough Riders d'Ottawa 19, Hamilton 0                                                    |
| 1949                   | ORFU                                | 12                                  | 10                                  | 2                                   | 0                                   | 228                                 | 68                                  | 20                                  | 1/4                                 | Finale de l'ORFU (total de deux matchs): Hamilton 26, Imperials de Sarnia 18 Finale de l'Est: Alouettes de Montréal 40, Hamilton 0                                                          |